# Adolph-Diesterweg-Gymnasium Plauen
Das Adolph-Diesterweg-Gymnasium Plauen, auch Diesterweg-Gymnasium, ist ein allgemeinbildendes Gymnasium in Plauen und ermöglicht im Rahmen des Vogtland-Kollegs auch das Abitur auf dem zweiten Bildungsweg. Das Diesterweg-Gymnasium ist ein vierzügiges Gymnasium und bietet ab der achten Klasse ein künstlerisches, sportliches und naturwissenschaftliches Profil an. Eine Besonderheit der gymnasialen Oberstufe ist der Leistungskurs Kunst. Die Schule trägt den Namen des deutschen Pädagogen Adolph Diesterwegs.

## Geschichte
Im Jahr 2011 beging das Diesterweg-Gymnasium eine Festwoche unter dem Motto „100 Jahre Bildung in unserem Haus“, um an die wechselvolle Schulgeschichte seit 1911 zu erinnern. Bereits im Jahr 1908 begannen die Planungen für eine Bürgerschule an der Ecke Diesterweg- und Comeniusstraße. Am 18. Mai 1909 wurde der Bauplan von der Plauener Stadtverordnetenversammlung bestätigt und die erste Rate von 590.000 Mark für den Beginn der Bauausführung angewiesen. Das Gebäude konnte am 22. April 1911 als „Zweite Höhere Bürgerschule“ eröffnet werden, die damals – als gehobene Volksschule – noch nicht zum Abitur führte. Das Schulgebäude erstreckte sich über vier Etagen und umfasste 38 Klassenräume, einen Zeichensaal, ein Handarbeitszimmer, ein Lehrerzimmer, ein Lehrerinnenzimmer sowie mehrere Lehrmittel- und Bibliotheksräume. Erster Schuldirektor wurde Ewald Weller, der ein insgesamt 29-köpfiges Lehrerkollegium leitete. Nach der feierlichen Einweihung, an der Ehrengäste der Stadt teilnahmen, begann am 24. April 1911 der Unterricht.
Im Schulgebäude der Diesterwegstraße befanden sich seit 1911 mehrere Bildungseinrichtungen:
- Zweite Höhere Bürgerschule (1911–1919)
- Höhere Mädchenschule (1912–1937)
- Diesterweg-Volksschule (1919–1945)
- Städtische Oberschule für Mädchen (1937–1945)
- Diesterweg-Grundschule (1945–1959)
- Oberschule für Mädchen (1945–1949)
- Oberschule Plauen und Diesterweg-Oberschule (1949–1961)
- Polytechnische Oberschule „Adolph Diesterweg“ (1961–1990)
- Erweiterte Oberschule „Adolph Diesterweg“ (1959–1974), Erweiterte Oberschule „Erich Weinert“ (1974–1990)
- Diesterweg-Gymnasium (seit 1990)

### Diesterweg-Gymnasium (seit 1990)
Am 29. Oktober 1990, dem 200. Geburtstag des Namensgebers Adolph Diesterweg, wurde der Schule der Name „Diesterweg-Gymnasium in Gründung (i.G.)“ durch den Beigeordneten Hansgünter Fleischer im Auftrag des Oberbürgermeisters der Stadt Plauen, Rolf Magerkord, verliehen. Die festliche Namensweihe fand in der Aula der Lessing-Schule, des heutigen Lessing-Gymnasiums, statt. Erste Kontakte zu Schulen und Bildungseinrichtungen in Hof erleichterten den Beginn. Schon im Schuljahr 1990 nahm das Diesterweg-Gymnasium wieder 9. Klassen auf, im Schuljahr 1991/1992 dann auch 7. Klassen. In dieser Zeit arbeiteten insgesamt 80 Lehrer an der Schule. Der erste Abiturjahrgang nach den neuen Prüfungsordnungen legte 1994 die Reifeprüfung ab, bis 2011 erhielten insgesamt 2500 Absolventen ihr Abiturzeugnis.

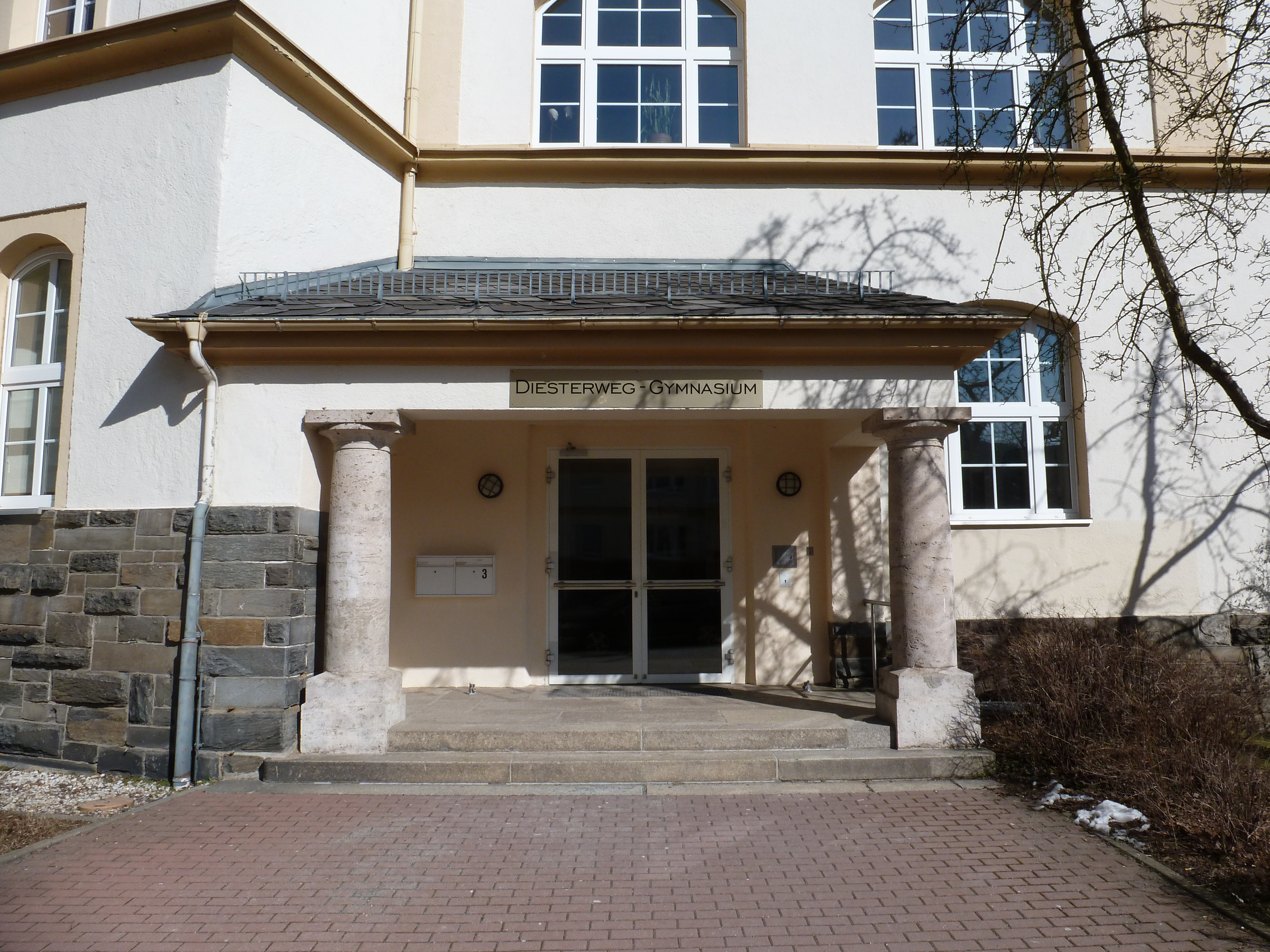
Blick zum Haupteingang

Zeitweilig machten es die hohen Schülerzahlen (mehr als 1.200 im Schuljahr 1992/1993) erforderlich, dass in einer Außenstelle Unterricht stattfand. Von 1992 bis 1994 existierte eine solche an der Friedensschule. Die hohen Schülerzahlen in Plauen machten ein drittes Gymnasium erforderlich, das 1994 mit dem „Albert-Einstein-Gymnasium“ im Westend gegründet wurde und ein musisches Profil erhielt. Mehr als 700 Schüler besuchten diese Schule, die sich in einem Gebäude auf dem Gelände der ehemaligen König-Georg-Kaserne befand (heute Behördenzentrum). Bis zum Jahr 2003 existierte das „Albert-Einstein-Gymnasium“, danach wurde es bis zum Ende des Schuljahres 2006/2007 Außenstelle des Diesterweg-Gymnasiums und dann geschlossen.
Im April 1994 begannen die Planungen für eine Generalsanierung, die im August 1995 begann und im April 1998 beendet wurde. Bereits im Januar 1998 konnte das komplette Schulhaus wieder genutzt werden, während der Bauarbeiten fand jedoch der normale Schulbetrieb mit Unterricht im Schulgebäude statt. Die Komplettsanierung kostete insgesamt 13,5 Millionen DM. An der feierlichen Wiedereröffnung des Gebäudes an der Diesterwegstraße am 6. Juli 1998 nahm auch der Sächsische Staatsminister für Kultus, Matthias Rößler, teil. Im Rahmen der Generalsanierung wurde ein behindertengerechter Aufzug eingebaut und ein „Klubkeller“ für Veranstaltungen aller Art geschaffen.

## Schulprofil und Bildungsangebot
Ziel des Unterrichts ist die Vermittlung einer vertieften Allgemeinbildung mit den Kernelementen Wissenserwerb, Kompetenzentwicklung und Werteorientierung. Mit dem Abitur wird die allgemeine Studierfähigkeit erreicht. Der Unterricht findet in modernen Fachunterrichtsräumen und unter Einsatz vielseitiger Methoden statt. Als erste Fremdsprache wird Englisch angeboten, für die zweite Fremdsprache stehen Französisch, Latein und Russisch zur Wahl. Zudem existiert ab der achten Klasse der Profilunterricht im naturwissenschaftlichen, künstlerischen oder sportlichen Profil. Innerhalb der Profile wird fächerverbindend gearbeitet und so der Basisunterricht ergänzt. Die Lern- und Methodenkompetenz kann ab der 5. Klasse im Unterrichtsfach „Lernen lernen“ trainiert werden. Daneben ist mit dem Förderunterricht in Mathematik, Deutsch und Englisch eine Begabtenförderung garantiert, ebenso findet aber auch ein Defizitausgleich statt. Schüler der Jahrgangsstufe 11 und 12 können wöchentlich den Cambridge-Kurs besuchen, der für ein Universitätsstudium angerechnet werden kann. Sprach- und Studienreisen werden nach England und Frankreich angeboten. Der Sportunterricht nutzt eine moderne Dreifeld-Turnhalle („Kurt-Helbig-Halle“) mit Sportplatz. Angeboten werden Fußballfördergruppen (Klasse 5 und 6), die Arbeitsgemeinschaft Volleyball (Klassen 5 bis 7) und die einwöchige Skiexkursion (Klasse 9). Daneben ist das Diesterweg-Gymnasium jährlich erfolgreich beim Sportwettbewerb „Jugend trainiert für Olympia“ und bei den „Vogtlandspielen“ vertreten. In der fünften und sechsten Klasse findet außerdem Unterricht in Musikklassen mit Schwerpunkt Singen statt. Insgesamt zwei Chöre bilden die Grundlage für ein vielfältiges Chorleben mit jährlichem Chorlager und Weihnachtskonzerten. In den Jahrgangsstufen 11 und 12 gibt es mit dem Fach „Kunst-Deutsch-Musik“ einen fächerverbindenden Grundkurs, in dem z. B. Hörbücher oder kleine Filmprojekte erarbeitet werden. Eine Besonderheit ist der Leistungskurs Kunst, der für die Klassen 11 und 12 angeboten wird.
Kooperationsverträge mit der Westsächsischen Hochschule Zwickau sowie das zweiwöchige Betriebspraktikum sichern die Berufsorientierung der Schüler.
In jedem Jahr beteiligen sich die Schüler aller Klassen erfolgreich an vielen regionalen und nationalen Schülerwettbewerben:
- Jugend trainiert für Olympia

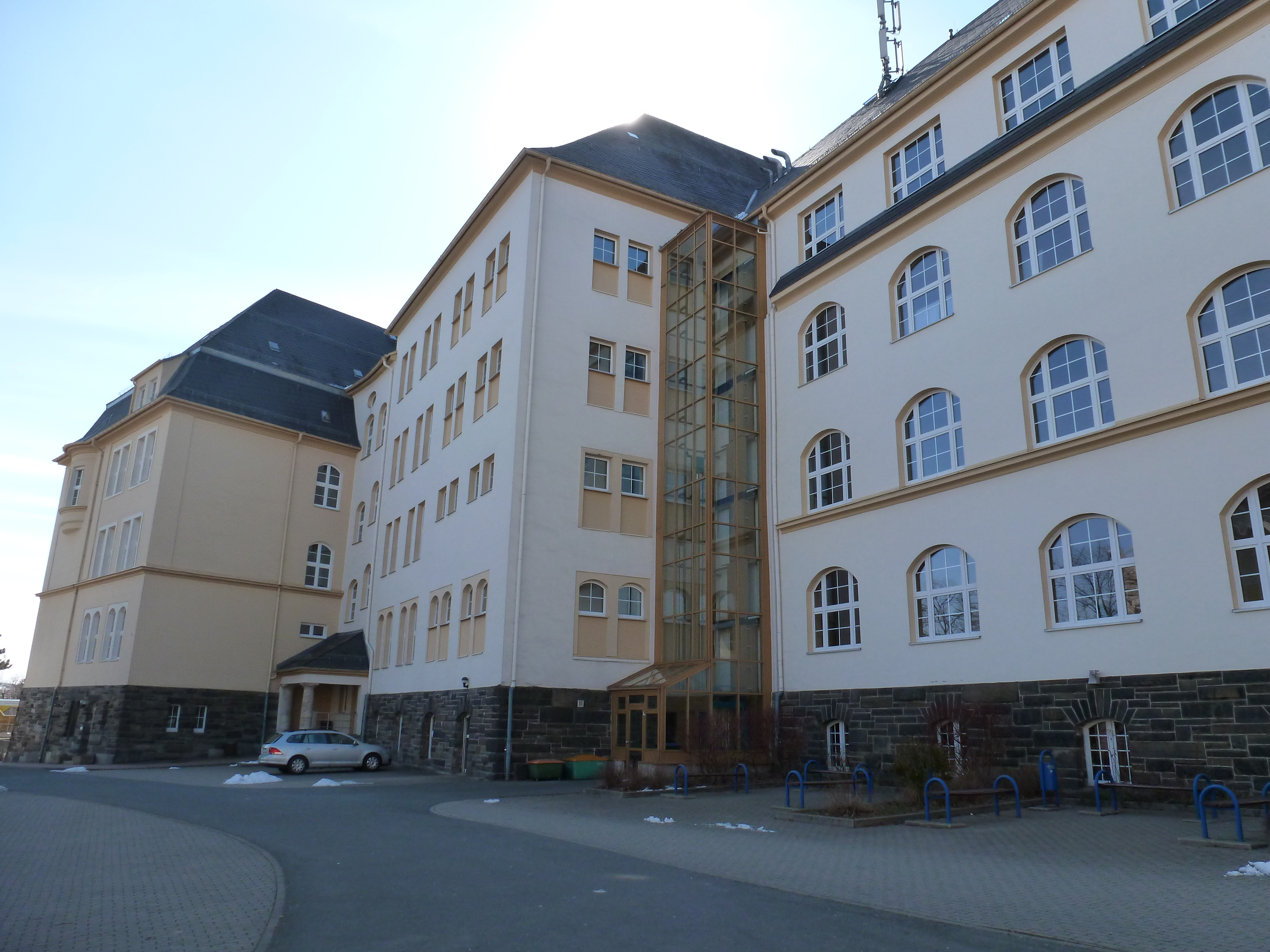
Blick vom Schulhof auf das Schulgebäude mit Fahrstuhl

- Schülerwettbewerb zur politischen Bildung
- Geschichtswettbewerb des Bundespräsidenten
- Mathematik-Olympiade auf Schul-, Regional- und Landesebene
- Sächsische Physikolympiade auf Schul-, Bezirks- und Landesebene
- Geografiewettbewerb „Diercke Wissen“
- Solarmodellwettbewerb „Solaris-Cup Sachsen“
- Wettbewerb „Landespreis für Heimatforschung“
- Internationale Physikolympiade
- Känguru-Wettbewerb
- Adam-Ries-Wettbewerb
- Big Challenge
- Jugend musiziert
- Informatik-Biber
- Bundescup „Spielend Russisch lernen“
- Bundeswettbewerb Fremdsprachen

Die Schüler der Klassen 7 bis 11 beteiligen sich zudem jährlich an der sachsenweiten Aktion „genialsozial - Deine Arbeit gegen Armut“ und spenden den an einem Tag erarbeiten Lohn an soziale Projekte.

## Vogtland-Kolleg
Als Einrichtung der Erwachsenenbildung bietet das Vogtland-Kolleg in Vollzeitunterricht die Möglichkeit, auf dem zweiten Bildungsweg die allgemeine Hochschulreife zu erlangen. Seit 1997 ist die „Erwachsenenschule“ Teil des Gymnasiums. Als Zugangsvoraussetzungen für eine Teilnahme gelten eine abgeschlossene Berufsausbildung oder eine dreijährige Berufstätigkeit. Nach einem einjährigen Einführungskurs besuchen die Kollegiaten die Klassenstufe 11 und 12 und legen danach die Abiturprüfung ab.

## Internationale Kontakte und Partnerschaften
Das Diesterweg-Gymnasium pflegt seit 2001 zum Lycée „Mme de Stael“ im französischen Saint-Julien-en-Genevois eine Schulpartnerschaft.

## Freunde und Förderer
Der „Freundeskreis des Diesterweg-Gymnasiums e. V.“ ist der Förderverein der Schule, der Schulprojekte und herausragende Schülerleistungen unterstützt. So verleiht der Freundeskreis seit 2003 jährlich zum Schuljahresende den mit 100 Euro dotierten „Diesterweg-Ehrenpreis“, der überdurchschnittlich engagierte Schüler und ihre Leistungen würdigt. Zudem ist der Freundeskreis für die Herausgabe des Jahrbuches verantwortlich und veranstaltet jährlich das Absolvententreffen.

## Schulleiter
- 1950–1961: Alois Pögl
- 1961–1982: Harry Grüner
- 1982–1990: Rainer Grämer
- 1990–2009: Rüdiger Stumm (†)
- 2009–2011: Ralf Ballmann
- 2011–2025: Petra Engelhardt
- seit 2025: Jirko Zschoche

## Bekannte Schülerinnen und Schüler

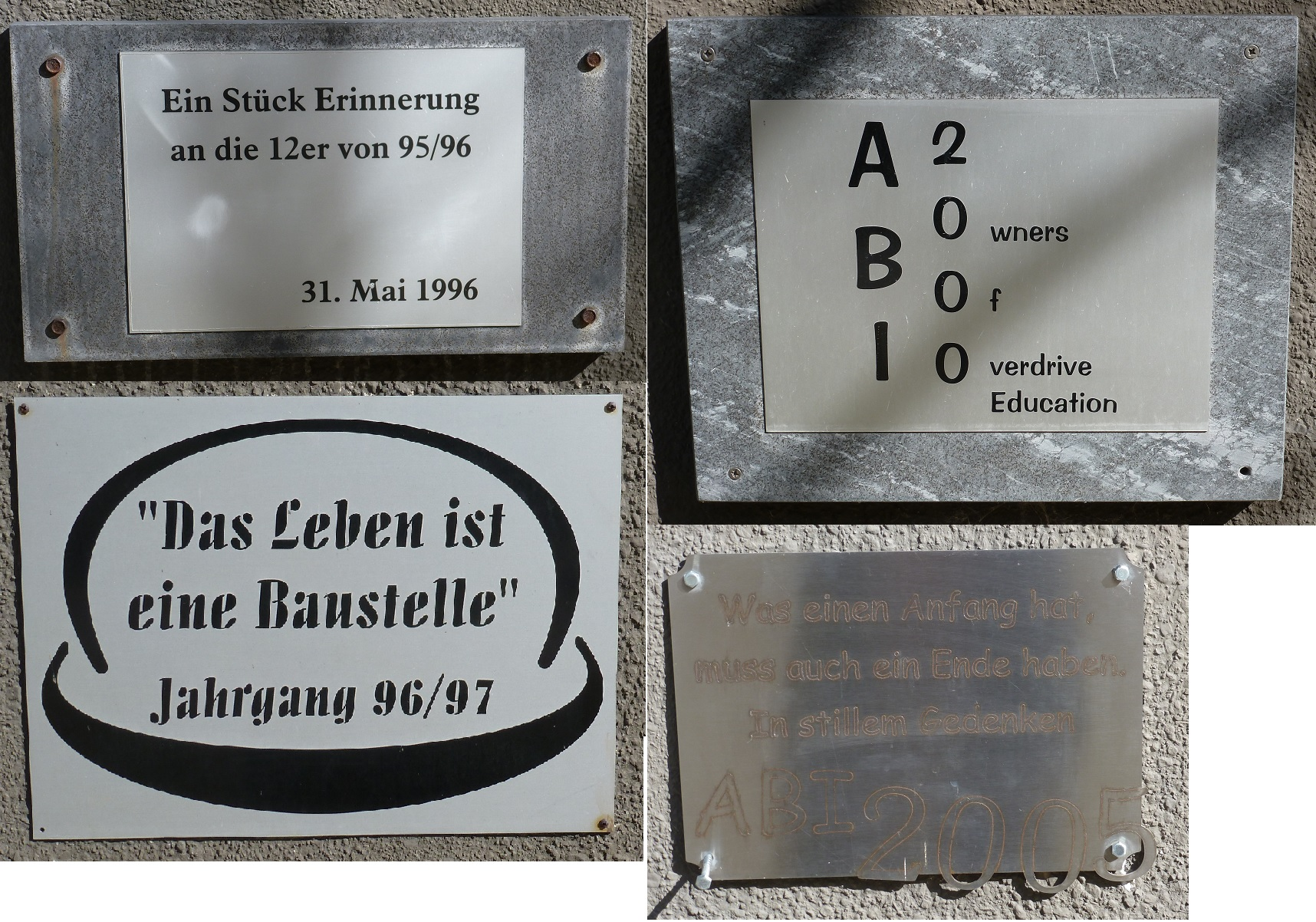
Plaketten verschiedener Abiturjahrgänge an der Schulfassade

- Gret Palucca (1902–1993), Tänzerin und Tanzpädagogin
- Wolf-Rüdiger Eisentraut (* 1943), Architekt und Professor für Gebäudelehre und Entwerfen an der Technischen Universität Dresden
- Roland Schmidt, em. Professor für Pädagogik an der Universität Leipzig
- Gunter Krautheim (* 1951), Professor für Festkörperphysik, Rektor der Westsächsischen Hochschule Zwickau
- Angelika Bahmann (* 1952), Kanutin
- Hellfried Unglaub (* 1952), Geschäftsführer der Wohnungsbaugesellschaft Plauen mbH (WbG) bis 2012
- Klaus Benndorf (* 1953), Professor für Physiologie, Dekan der Medizinischen Fakultät der Friedrich-Schiller-Universität Jena
- Hans Christof Schober (* 1956), Professor für Allgemeine Innere Medizin, Ärztlicher Direktor des Klinikums Südstadt Rostock
- Dietrich Hager, Chefarzt der Klinik für Gynäkologie und Geburtshilfe der Thüringen-Kliniken „Georgius Agricola“
- Jörg Wolle (* 1957), Manager aus der Schweiz und Honorarprofessor für Interkulturelle Kommunikation an der Westsächsischen Hochschule Zwickau
- Dagmar Schellenberger (* 1958), Opern- und Konzertsängerin, seit September 2012 Intendantin der Seefestspiele Mörbisch
- Matthias Freihof (* 1961), Schauspieler
- Thomas Walther (Bioverfahrenstechnik) (* 1973), Abitur 1992, Inhaber der Professur für Bioverfahrenstechnik am Institut für Naturstofftechnik an der Fakultät Maschinenwesen der Technischen Universität Dresden
- Monique Dorsch (* 1973), Professorin für Verkehrsbetriebswirtschaftslehre an der Westsächsischen Hochschule Zwickau
- Markus Glück (* 1973), Abitur 1992, Professor für Maschinenbau an der Ernst-Abbe-Hochschule Jena
- Mathias Pletz, Abitur 1991, Internist, Pneumologe, Infektiologe; Professor und Direktor des Zentrums für Infektionsmedizin und Krankenhaushygiene am Universitätsklinikum Jena
- Kai Schumann (* 1976), Schauspieler
- Susan Kreller (* 1977), Schriftstellerin
- Stefan König (* 1985), Schauspieler
- Anett Fritsch (* 1986), Sopranistin an der Deutschen Oper am Rhein
- Robert Lucaciu (* 1988), Jazzmusiker, Komponist und Musikproduzent
- Martin Häßler (* 1989), Abitur 2007, Opernsänger, Studium an der Hochschule für Musik und Theater Leipzig und aktuell an der Wiener Staatsoper tätig
- Sophie Kleeberg (* 1990), Kugelstoßerin